# Kryptobotanik
Kryptobotanik (engelsk: cryptobotany) er læren inden for planter der ikke burde eksistere i virkeligheden, men som folk påstår at have set.
Kryptobotanik minder om kryptozoologi, bare med planter i stedet for dyr. Der er er kun tre planter inden for emnet kryptobotanik og det er menneske-ædende plante, umdhlebi og vegetable lamb of Tartary.